# Jewgenija Andrejewna Kossezkaja

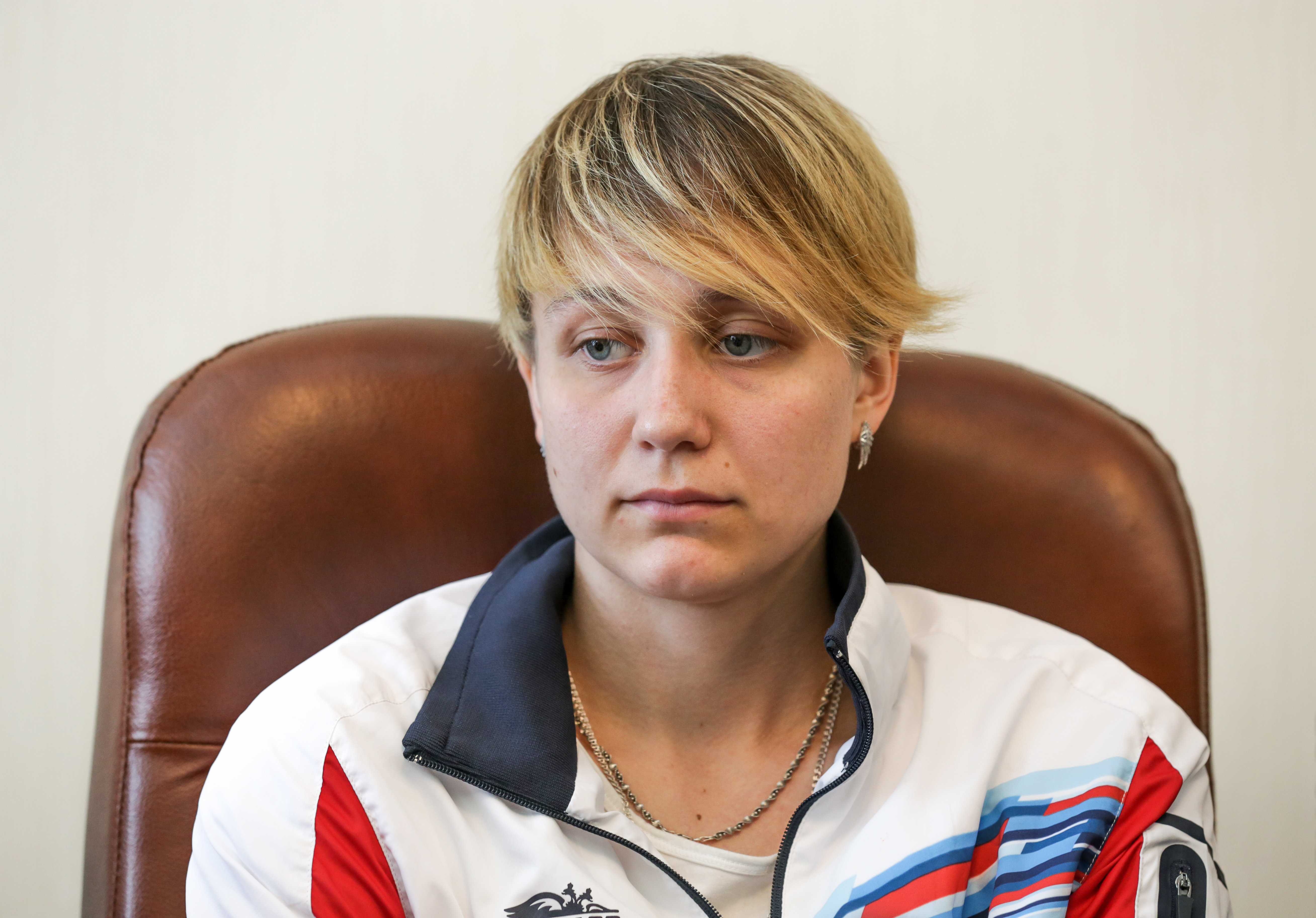
Jewgenija Andrejewna Kossezkaja, 2016

Jewgenija Andrejewna Kossezkaja (russisch Евгения Андреевна Косецкая, englische Transkription Evgeniya Kosetskaya; * 16. Dezember 1994 in Tscheljabinsk) ist eine russische Badmintonspielerin.

## Karriere
Jewgenija Kossezkaja siegte 2010 bei den Cyprus International, 2012 bei den Kharkov International und 2014 bei den Estonian International. 2010 und 2011 startete sie bei den Badminton-Juniorenweltmeisterschaften. 2015 und 2022 gewann sie den nationalen Einzeltitel.